# Scolecobrotus validus
Scolecobrotus validus är en skalbaggsart som beskrevs av Blackburn 1894. Scolecobrotus validus ingår i släktet Scolecobrotus och familjen långhorningar. Inga underarter finns listade i Catalogue of Life.